# Duke Bootee
Duke Bootee, właśc. Edward Gernel Fletcher, ur. 6 czerwca 1951 w Elizabeth, zm. 13 stycznia 2021 w Savannah) – amerykański producent muzyczny i jeden z pierwszych raperów.
Najbardziej znany jako współtwórca utworu "The Message" z grupą Grandmaster Flash and the Furious Five wydanym w 1982 roku. Utwór został wydany przez Sugarhill Records jako utwór autorstwa samej grupy bez uwzględnienia Duke'a, chociaż był on odpowiedzialny za jego produkcję (wspólnie z Sylvią Robinson) i to on zaprezentował jego pierwszą wersję wtedy jeszcze pod nazwą "The Jungle". W późniejszych latach współpracował z Melle Melem, jednym z członków grupy, przy utworze "Message II (Survival)" oraz "New York New York" który podobnie jak "The Message" znowu został wydany jako utwór grupy bez jego udziału.
Po zakończeniu kariery muzycznej na początku lat 90., uzyskał dyplom na Uniwersytecie Rutgersa i został wykładowcą na Uniwersytecie w Savannah. W 2019 roku odszedł na emeryturę.
Zmarł 13 stycznia 2021 roku z powodu niewydolności serca.

## Dyskografia
- Bust Me Out (1984)[8]